# Setsuko Yoshida
Setsuko Yoshida (em japonês:  吉田 節子; Aichi, 4 de novembro de 1942) é uma ex-jogadora de voleibol do Japão que competiu nos Jogos Olímpicos de 1968.
Em 1968, ela fez parte da equipe japonesa que conquistou a medalha de prata no torneio olímpico, no qual atuou em seis partidas.